# Сіяка II
Сіяка II – індійський цар з династії Парамара, який правив у центрально-західній Індії. Був першим незалежним володарем царського дому Парамара і найбільш раннім правителем Парамара, відомим за власними написами.

## Життєпис
Сіяка починав свою діяльність як васал Раштракутів та брав участь у їхній кампанії проти Пратіхарів. Після смерті імператора Раштракутів Крішни III Сіяка протистояв новому царю Коттізі Амогаварші. Зрештою та боротьба призвела до занепаду династії Раштракутів і возвеличення імператорської династії Парамара.
За часів правління Сіяки його володіння сягали Бансвари на півночі, берегів річки Нармада на півдні, Кхетаки-мандали (сучасна Кхеда) на заході і Відіші на сході.
Сіяка мав двох синів: Вакпаті й Сіндху.